# Cuartel General del Cuerpo de Bomberos de Santiago

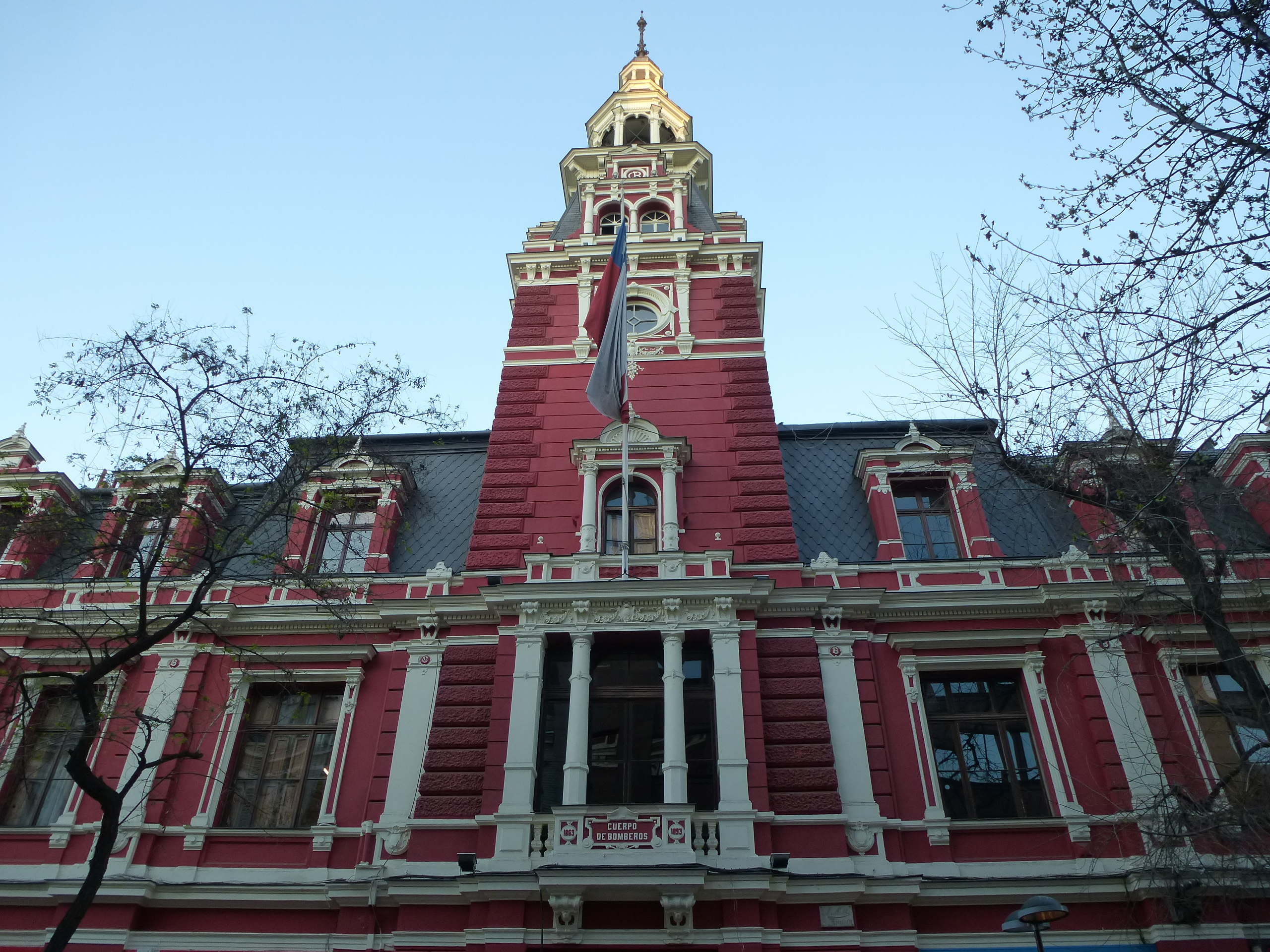
Vista de la fachada y torre del edificio por Paseo Puente.

El Cuartel General del Cuerpo de Bomberos de Santiago es una edificación ubicada en calle Santo Domingo esquina Paseo Puente, en el centro de la ciudad de Santiago, Chile. Fue inaugurado en el año 1895 y en sus dependencias alberga la Dirección General de Bomberos de Santiago. Fue declarado Monumento Nacional de Chile, en la categoría de Monumento Histórico, mediante el Decreto Supremo n.º 84, del 19 de enero de 1983.

## Historia
Cuando en 1541 Pedro de Valdivia fundó Santiago destinó como suyo el solar norte de la Plaza de Armas, ubicándose las caballerizas, esclavos y la primera cárcel de la ciudad en el lugar donde se emplaza el edificio. Luego del terremoto de 1647 se hizo necesaria la reconstrucción de Santiago, por lo que se edificó en el lugar un cuartel para las fuerzas del gobernador.
Luego de la independencia el cuartel se destinó para uso de la policía local hasta el año 1863, cuando el gobierno traspasó el inmueble al Cuerpo de Bomberos de Santiago, creado ese mismo año por iniciativa de José Luis Claro luego del incendio de la Iglesia de la Compañía.
Cinco de las siete compañías formadas fueron instaladas en el edificio, que entre los años 1865 y 1866 se le agregó una torre, construida por Fermín Vivaceta, para alojar una campana de alarma —apodada paila— encargada a Estados Unidos por Enrique Meiggs.
En el año 1893, con la destrucción del viejo cuartel colonial, se inició la construcción del nuevo edificio, obra del arquitecto alemán Adolfo Möller, que fue inaugurado en 1895. Las diversas compañías de bomberos estaban asentadas en el edificio, hasta que paulatinamente se fueron dispersando en los distintos puntos de la capital. Para 1972 se va la última compañía que hacía uso de la edificación, quedando el inmueble totalmente ocupado por la Dirección General de Bomberos de Santiago.
En 1986 el edificio fue remodelado, y en 1992 los cuarteles de la calle Santo Domingo fueron rediseñados para albergar los vehículos de la Comandancia. El terremoto de 2010 dejó al edificio con daños, por lo que se realizó una profunda remodelación y reorganización de espacios interiores. Se habilitó un museo institucional, en conmemoración de los 150 años del Cuerpo de Bomberos de Santiago, que se espera que esté conectado con el Museo Histórico Nacional.

## Descripción
La obra de Adolfo Möller presenta rasgos neorrenacentistas del estilo Segundo Imperio. Posee cuatro plantas, con una torre de 37 metros de altura que da hacia el Paseo Puente, y una torrecilla en la esquina ochavada. Desde 1985 el primer piso está destinado a locales comerciales.
El muro exterior es de albañilería de ladrillos, mientras que los muros subterráneos son de mampostería de piedra, siendo las divisiones interiores de tabiques de madera y adobe. Su piso es de envigado de roble, con sobreloza de hormigón, y las escaleras interiores de madera.